# UGC 61
UGC 61 es una galaxia lenticular localizada en la constelación de Andrómeda.